# Atlantischer Kabeljau
Der Atlantische Kabeljau oder Dorsch (Gadus morhua) ist ein Meeresfisch aus der Familie der Dorsche, der in Teilen des Nordatlantiks und des Nordpolarmeers sowie in der Ostsee verbreitet ist. Der Kabeljau kam früher in sehr großen Mengen im Nordatlantik vor. Er gehört zu den wichtigsten Speisefischen und ist von großer fischereiwirtschaftlicher Bedeutung. Viele Bestände sind inzwischen durch Überfischung gefährdet.
Kabeljau und Dorsch sind Synonyme, beide Begriffe werden aber regional auch unterschiedlich gebraucht: Teilweise wird Dorsch als Bezeichnung für den Jungfisch und Kabeljau erst für den älteren laichreifen Fisch verwendet. Fische aus der Ostsee nennt man zumeist nur Dorsch (Ostseedorsch), solche aus anderen Gewässern hingegen Kabeljau.
Der Kabeljau wurde 1993 und 2024 in Deutschland als Fisch des Jahres benannt. Die generelle Überfischung und insbesondere die Auswirkungen des Klimawandels im Falle der Nichteinhaltung des 1,5-Grad-Ziels könnten den Fortbestand der Art gefährden.
Neben dem Atlantischen Kabeljau gehören zur Kabeljau-Gattung Gadus zwei weitere Arten, die für die Fischerei von ebenso großer Bedeutung sind: der Pazifische Kabeljau (Gadus macrocephalus) und der Pazifische Pollack (Gadus chalcogrammus).

## Etymologie und Namen in den europäischen Sprachen
Der Name Kabeljau stammt vom niederländischen kabeljauw, das vielleicht vom lateinischen baculum „Stab, Stock“ abstammt und den Fisch also als typischen Stockfisch benennt. Aus dem Niederländischen stammen vermutlich das französische cabillaud, spanisch bacalao und portugiesisch bacalhau (bei Konsonantenmetathese).
Dagegen wird bei Kluge angenommen, dass das niederländische Wort „offenbar mit Konsonantenumstellung (Interversion) aus spanisch bacalao entlehnt“ worden sei.
Andere sahen den Ursprung des Wortes im baskischen bacalaiba und vermuten dessen Ursprung wiederum möglicherweise in frühen Kontakten zwischen vor Neufundland fischenden Basken und nordamerikanischen Ureinwohnern. Wolfgang Pfeifer lehnt eine Herkunft aus dem Baskischen als „nicht haltbar“ ab.
In Norwegen, Dänemark und Schweden heißt der Dorsch oder Kabeljau torsk, auf Finnisch turska, in Polen dorsz und in Russland треска (treska), die sämtlich von der indogermanischen Wurzel *ters- „trocken“ abstammen und den Fisch also wiederum nach seiner Zubereitung als Trockenfisch benennen. 
Der geschlechtsreife arktische Kabeljau wird in Norwegen skrei genannt. In englischsprachigen Ländern heißt er cod (von unklarer Herkunft). In Frankreich gibt es auch die Benennung morue. Zusammengesetzte Begriffe wie morue verte bezeichnen zubereitetes Fischfleisch.

## Merkmale

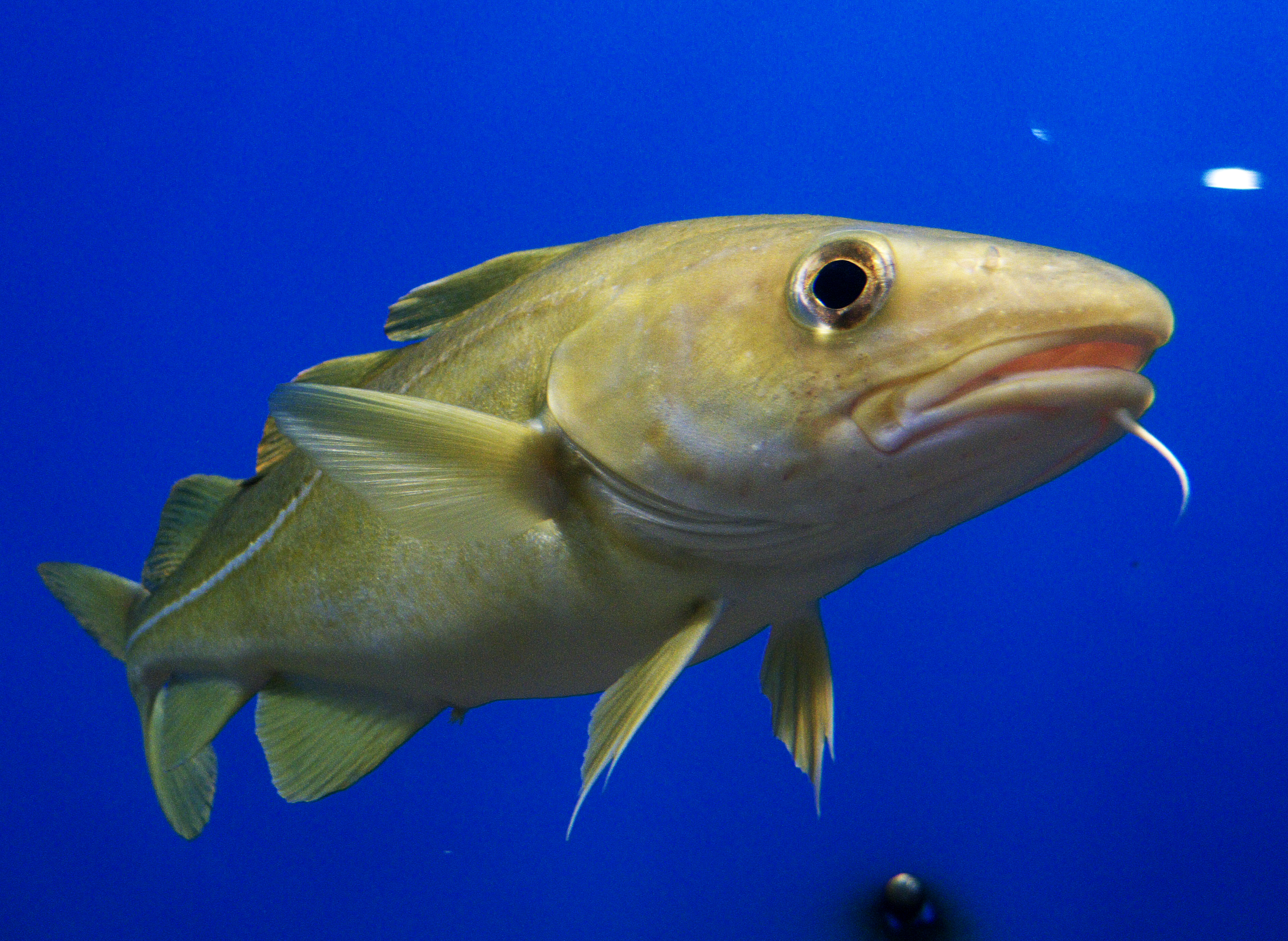
Kabeljau, gut zu sehen der vorstehende Oberkiefer, die Kinnbartel und die hell abgesetzte Seitenlinie

Der Kabeljau hat einen langgestreckten, im Querschnitt annähernd runden Körper und erreicht Körperlängen von einem bis 1,50 Meter und ein Gewicht von bis zu knapp 50 kg. Der schwerste je dokumentierte Kabeljau wurde im Mai 2013 vor der Küste Norwegens gefangen, wog 47 kg und war 1,5 Meter lang. Die maximale Körperhöhe liegt bei einem Fünftel der Körperlänge, der Abschnitt von der Schnauzenspitze bis zum Beginn der ersten Rückenflosse ist kürzer als ein Drittel der Körperlänge (länger beim Pazifischen Kabeljau). Charakteristisch sind der vorstehende Oberkiefer und die kräftige Bartel am Unterkiefer sowie, wie bei allen Dorschen, die drei Rückenflossen und die beiden Afterflossen. Die „Schnauze“ (bei Fischen der Bereich vom Vorderrand der Augen bis zur Spitze des Mauls) ist länger als der Augendurchmesser.
- Flossenformel: Dorsale I 14–15, Dorsale II 18–22, Dorsale III 17–20; Anale I 19–23, Anale II 17–19.

Die Farbe der Kabeljaue ist variabel, – fleckiges Grau, sandbraun bis grünlich auf der Rückenseite und an den Seiten, und hell bis silbrig auf der Bauchseite. Auch rötliche Exemplare gibt es. Rötliche und grünliche Fische kommen eher in mit Algen bewachsenen Arealen vor, graue eher über Sandböden oder in größeren Tiefen. In küstennahen Regionen lebende Exemplare, die Dorsche der Ostsee und die Population im Weißen Meer sind dunkler. Das Peritoneum, die Haut, die den Bauchraum auskleidet, ist silbrig, die Seitenlinie hebt sich hell von der Farbe der Körperseiten ab. Sie verläuft am Vorderkörper in einem Bogen hoch über den Brustflossen und in der hinteren Körperhälfte auf der Seitenmitte. Die Anzahl der Wirbel liegt bei 51 bis 55 Stück. Im Unterschied zum Pazifischen und zum Grönland-Kabeljau ist der Kopf beim Kabeljau relativ schmal. Der Kabeljau kann ein Alter von 20 Jahren erreichen.

## Verbreitung

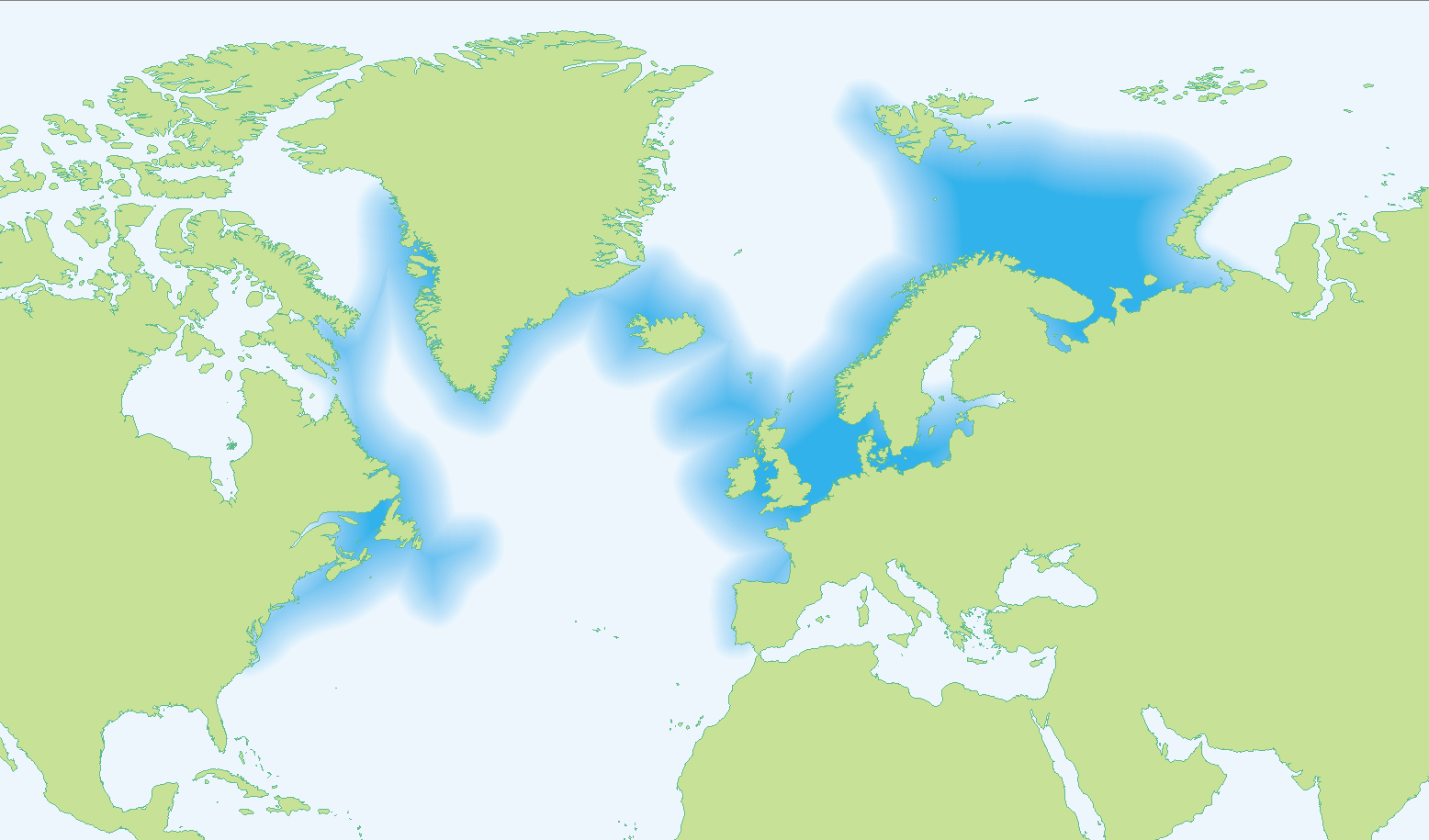
Verbreitungsgebiet, Kabeljau

Das Verbreitungsgebiet des Kabeljaus reicht von der nordkanadischen Ungava Bay entlang der Atlantikküste Nordamerikas bis Cape Hatteras an der Ostküste der Vereinigten Staaten; umfasst die Küsten der südlichen Hälfte von Grönland und reicht im europäischen Nordatlantik von Island, Spitzbergen und der Bäreninsel bis zur Barentssee; außerdem Nowaja Semlja und bis im Süden zur Biscaya, und schließt auch die Nordsee und die Ostsee – mit Ausnahme des Bottnischen Meerbusen – mit ein.
Während der Arktisexpedition der Polarstern 2019/2020 wurden unter dem Packeis des Nordpolarmeers mehrere Kabeljaue gefangen. Das Verbreitungsgebiet scheint also sehr viel weiter nach Norden zu reichen.

## Lebensweise
Kabeljaue vertragen Temperaturen von 0 °C bis 20 °C, fast jede Salinität von sehr schwach salzigem Brackwasser bis zu reinem Meerwasser mit einem Salzgehalt von rund 3,5 % und leben in verschiedenen Habitaten von der Küste bis in Tiefen von 600 Metern und darunter, meist aber zwischen 150 und 200 Metern Tiefe. Jungfische findet man eher im flachen Wasser in Tiefen von 10 bis 30 Metern in strukturreicher Umgebung, in der sie sich vor Raubfischen verstecken können, wie Seegraswiesen oder Böden, die von Kies, Schotter oder größeren Steinen bedeckt sind. Ausgewachsene Kabeljaue bevorzugen tieferes, kälteres Wasser. Für ein Exemplar, das bei Jan Mayen markiert wurde und bei Island wieder gefangen wurde, wurde eine Tauchtiefe von über 1000 Meter nachgewiesen.
Generell sind Kabeljaue Bodenfische und halten sich meist am Boden in Tiefen von 150 bis 200 Meter auf. Sagen die Bedingungen nicht zu, z. B. wenn der Sauerstoffgehalt zu niedrig ist, oder zur Nahrungssuche oder zur Fortpflanzung, schwimmen sie auch pelagisch im offenen Wasser in Tiefen von 30 bis 80 Metern. Ausgewachsene große Tiere bevorzugen niedrige Temperaturen von 0 bis 5 °C. Der Aufenthaltsort der Kabeljaue wird im Allgemeinen mehr vom Nahrungsangebot bestimmt als von der Temperatur. Kabeljaue wandern zwischen Laich-, Fress- und Überwinterungsgründen. Wanderungen, die länger als 200 km sind, sind bei den Kabeljauen der Nordsee, des Ärmelkanals und der Irischen See selten, im nordöstlichen Atlantik legen sie dagegen Strecken von 800 bis 900 km zurück, Kabeljaue an den Küsten Grönlands wandern sogar über Entfernungen von mehr als 1000 km. Die Kabeljaue des nordöstlichen Atlantiks verbringen den größten Teil des Jahres in der Barentssee und wandern zum Laichen an die Küste Norwegens. Für die Dorsche der Ostsee ist das Bornholmer Becken wichtig, das sowohl zur Futtersuche als auch als Laichgrund immer wieder aufgesucht wird.
Im westlichen Atlantik, im südlichen Golf von Maine, werden die Kabeljaue im Sommer durch steigende Wassertemperaturen an die Küste von Labrador getrieben, um später im Winter wieder nach Süden zu wandern oder tiefere Wasserregionen aufzusuchen. Im Spätherbst und Winter werden auch regelmäßig verschiedene Flussmündungen in Maine und Massachusetts aufgesucht. Tagsüber sind die Fische gesellig und bilden Gruppen, die etwa 30 bis 80 Meter über dem Meeresboden schwimmen. Nachts verteilen sie sich zur Nahrungssuche.
Einige Kabeljaugruppen leben relativ stationär immer im gleichen Lebensraum. Andere unternehmen erstaunlich lange Wanderungen und kehren niemals zu ihrem Geburtsort zurück. Ihre Durchschnittsgeschwindigkeit liegt dabei in der Größenordnung von fünf Kilometer am Tag. Bei einem Kabeljau, der in einem Monat von der Ostküste zur Westküste Grönlands wanderte, wurde allerdings eine Durchschnittsgeschwindigkeit von 25,7 km pro Tag berechnet.
Über die Wanderungen junger Kabeljaue ist nur wenig bekannt. Möglicherweise wechseln sie zwischen flachem Wasser im Sommer und tiefen Regionen im Winter. In der Barentssee folgen drei- bis vierjährige Tiere im März und April den laichenden Lodden zur Küste und im Sommer den Wanderungen der Lodden zu ihren Fressgründen. Werden sie älter, so schließen sie sich den ausgewachsenen Kabeljauen an, um an den Laichwanderungen teilzunehmen.

## Ernährung

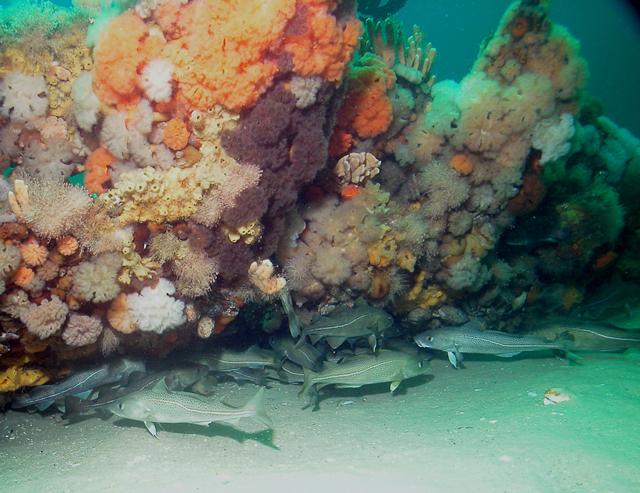
Kabeljaue suchen unter einem mit Seeanemonen und Schwämmen bewachsenen Schiffswrack Deckung (Aufnahme von der Stellwagen Bank am Eingang der Massachusetts-Bucht)

Der Kabeljau ernährt sich von einer Vielzahl von Beutetieren, darunter Krill, Flohkrebse, Vielborster, Stachelhäuter, Krebstiere, Muscheln und kleineren Fischen. Kabeljaularven ernähren sich von Plankton, für Jungfische bis zu einer Länge von 25 cm machen kleine Krebstiere etwa 90 % der Nahrungsmenge aus. Mit zunehmendem Größenwachstum werden sie nach und nach durch mittelgroße und größere Zehnfußkrebse ersetzt. Große Exemplare werden zu ausgesprochenen Raubfischen und erbeuten Heringe, Lodden, die mit den Kabeljauen verwandten Schellfische und Tiefseedorsche und kannibalistisch auch kleinere Exemplare der eigenen Art. Während der Anteil und die Zusammensetzung von benthischen Wirbellosen an der Nahrung im Lauf des Jahres kaum Veränderungen zeigen, ändert sich der Fischkonsum je nach Jahreszeit. Ozeanisch lebende Kabeljaue folgen den Wanderungszügen von Hering und Lodde, für die küstennah lebenden Populationen sind Sandaale ein wichtiger Nahrungsbestandteil. In tiefen Wasserschichten lebende Fische bevorzugen im Sommer und im Herbst Heringe, während sie im Winter und in ihrer Laichzeit eine gemischte Kost bevorzugen. In der Laichzeit der Heringe sind die Mägen der Kabeljaue oft prall mit Heringseiern gefüllt. Gelegentlich werden auch Pflanzen gefressen, darunter der Knorpeltang (Chondrus crispus). In den Wintermonaten und während ihrer Fortpflanzungszeit fressen Kabeljaue wenig. Ausgewachsene Kabeljaue gehen in der Dämmerung und in der Nacht auf Nahrungssuche, kleine Exemplare mit einer Länge von weniger als 20 cm fressen dagegen kontinuierlich.

## Fortpflanzung

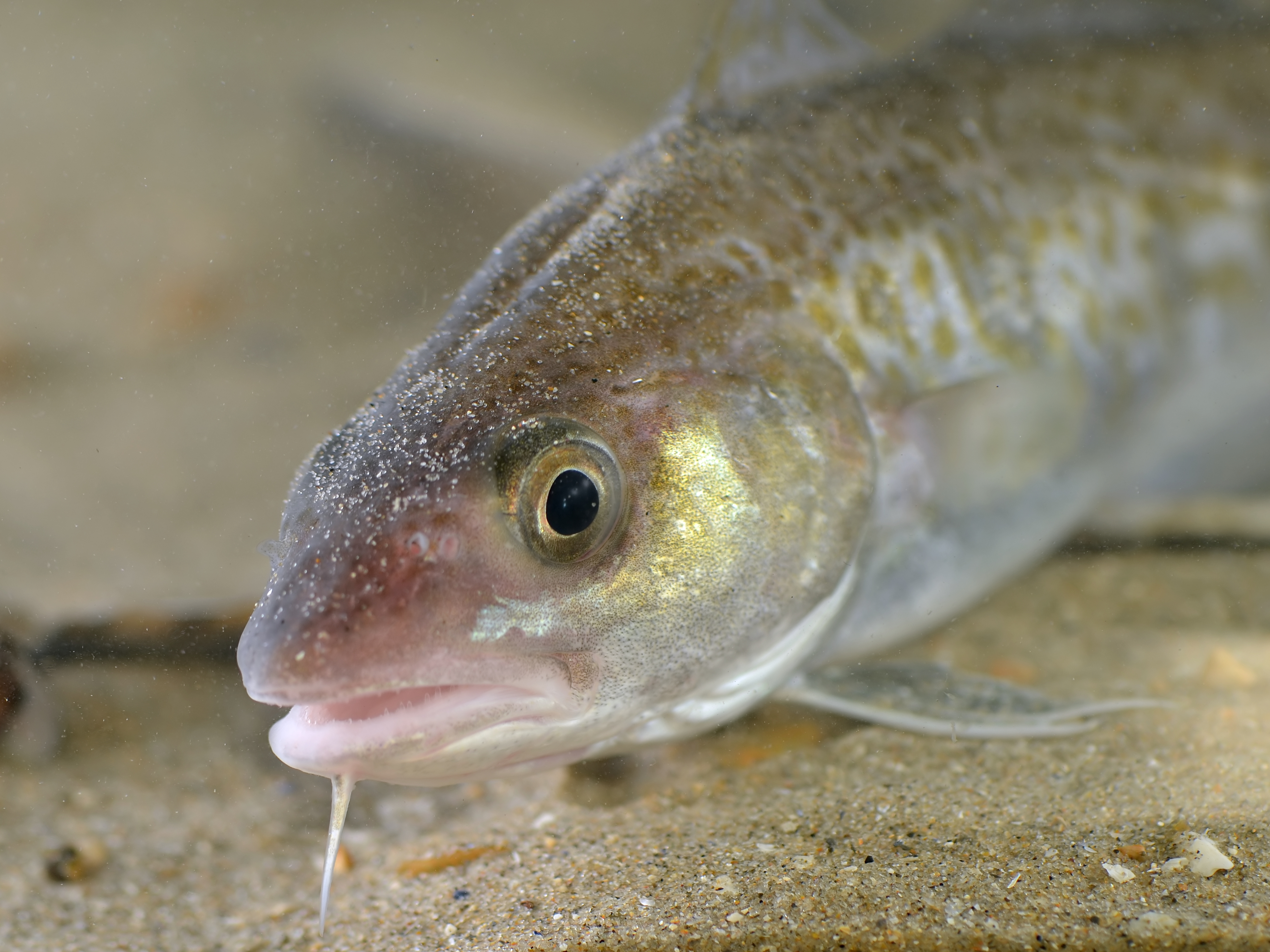
Jungfisch aus der Nordsee

Kabeljaue werden mit einer Länge von 31 bis 74 cm (durchschnittlich 41 cm) und mit einem Alter von zwei (Oslofjord) bis vier Jahren (Westatlantik) geschlechtsreif. Sie laichen einmal im Jahr. Das Geschlechterverhältnis liegt annähernd bei 1:1, bei einem leichten Übergewicht von Weibchen. Gelaicht wird knapp über dem Meeresboden des Kontinentalschelfs in einer Tiefe bis 200 Meter bei einer Wassertemperatur von 0 bis 10 °C, wobei der Temperaturbereich von 4 bis 6 °C oder darunter bevorzugt wird. Finden sie dort nicht die passende Wassertemperatur, so laichen sie wahrscheinlich pelagisch in Tiefen, die die bevorzugte Temperatur aufweisen. Die Wahl des Laichgebietes ist auch vom Sauerstoffgehalt des Bodenwassers abhängig.
Wichtige Laichplätze in Europa sind die Lofoten und die übrige norwegische Küste, wo die Fortpflanzung von Februar bis April stattfindet, und das Weiße Meer, wo die Fische von März bis Mai laichen. Die in der Nordsee lebenden Kabeljaue vermehren sich von Dezember bis Mai, die in der brackigen Ostsee von April bis Ende Mai im tiefen Bornholmer Becken (östlich von Bornholm), das eine hohe Salinität hat. In Jahren mit geringem Salzwasserzustrom aus der Nordsee ist der Fortpflanzungserfolg des Ostseedorschs gering. Die pelagischen Eier sinken dann in Tiefenwasser mit wenig Sauerstoffgehalt und sterben ab. Das wichtigste Laichgebiet im nordwestlichen Atlantik ist die östliche Hälfte der Georges Bank, zwischen Cape Cod und Nova Scotia, und das Meer südlich der Neufundlandbank, das zweitwichtigste der südwestliche Teil des Golf von Maine zwischen den Nantucket Shoals südlich von Nantucket und der Bay of Fundy. Bei Neufundlandbank laichen sie von April bis Juni, im Golf von Maine von November bis April, vor der Küste Westgrönlands von März bis Juni und im südwestlichen Sankt-Lorenz-Golf von Mai bis September.
Der Kabeljau ist einer der fruchtbarsten Fische auf der Erde. Im Durchschnitt legt ein Weibchen eine Million Eier, ein fünf Kilogramm schweres kann jedoch 2,5 Millionen, ein zehn Kilogramm wiegendes fünf Millionen und ein Weibchen von 15 kg kann 7,5 Millionen Eier legen. Die höchste Eizahl wurde bei einem 34 kg schweren Weibchen festgestellt und betrug neun Millionen. Die Eier haben einen Durchmesser von etwa 1,5 mm und steigen zur Meeresoberfläche auf. Die Larven schlüpfen je nach Wassertemperatur nach zwei bis vier Wochen und sind dann etwa fünf Millimeter lang. Eier und Larven sind die ersten 2,5 Monate pelagisch, danach leben die Postlarven in der Nähe des Meeresgrundes. Larven und Jungfische wachsen schnell und weibliche Fische etwas schneller als Männchen. Kabeljaue in der Nordsee und im Ärmelkanal wachsen schneller als die in höheren Breiten lebenden. Im Alter von drei Jahren sind Männchen im Schnitt 56 cm lang, Weibchen 59 cm, im Alter von fünf Jahren werden Durchschnittslängen von 81 (Männchen) bis 85 cm (Weibchen) erreicht.
Der starke Fischereidruck begünstigt die frühe Geschlechtsreife, da spät geschlechtsreif werdende Kabeljaue oft schon vor dem ersten Laichen gefangen werden und ihre Veranlagung so nicht vererben können. Lag die Durchschnittslänge der Erstlaicher früher noch bei 80 cm, so liegt sie heute in der Nordsee bei 50 bis 60 cm. Ein Vergleich des Genoms heute lebender Fische mit jenem aus der Zeit vor der Überfischung erbrachte jedoch keinen Beleg für eine genetische Verarmung der Art.

## Systematik
Verschiedene Populationen des Kabeljaus unterscheiden sich in der Farbe, ihrer Größe, der Morphologie der Schwimmblase, ihrer Wachstumsrate, ihrem Laichverhalten und ihrer bevorzugten Wassertemperatur und Salinität. Als Unterart wurde G. morhua callarias beschrieben, eine nichtwandernde Population, die in Teilen der Ostsee vorkommt, einen geringen Salzgehalt bevorzugt und eine Schwimmblase hat, deren vorderer Abschnitt sehr lang und an der Spitze zu einer Kugel geformt ist. Weitere Unterarten sind G. morhua kildinensis, der nur im Reliktsee Mogilnoje auf der nordrussischen Insel Kildin östlich der Kola-Bucht vorkommt, G. morhua marisalbi im Weißen Meer und G. morhua hiemalis, der als Wanderfisch bei der nordrussischen Kandalakscha-Bucht vorkommt.

## Nutzung als Speisefisch

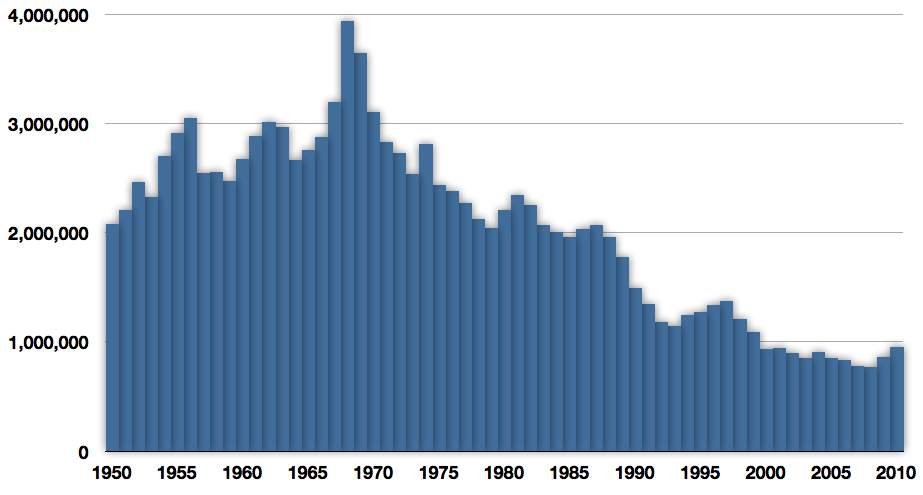
Die Entwicklung der Kabeljaufänge von 1950 bis 2010 nach Angaben der FAO

Unter den Speisefischen gehört der Kabeljau zu den wichtigsten Seefischen und machte einen Anteil von fast 30 % in der weltweiten Grundfischerei aus. Die Fangmenge stieg nach Angaben der FAO von knapp über zwei Millionen Tonnen im Jahr 1950 auf fast vier Millionen Tonnen im Jahr 1968 an und fiel danach kontinuierlich auf unter eine Million Tonnen im Jahr 2010 ab. Bis 2016 stieg die jährliche Fangmenge wieder auf über 1,3 Millionen Tonnen an. Seit etwa 1970 werden vom Pazifischen Pollack (Gadus chalcogrammus, Handelsname Alaska-Seelachs oder Pazifischer Polardorsch) größere Mengen als vom Kabeljau angelandet.
In Deutschland hatte er seit 2010 zwischen 0,3 und 2,7 Prozent am Pro-Kopf-Konsum von Seafood. Im Vergleich machten der Pazifische Pollack und der Lachs jeweils bis zu 26 bzw. 22 Prozent aus.
| Anteil am Pro-Kopf-Verbrauch in Prozent | 2010 | 2011 | 2012 | 2013 | 2014 | 2015 | 2016 | 2017 | 2018 |
| Kabeljau                                | 1,6  | 2,2  | 2,2  | 0,3  | 2,7  | 2,4  | 3,2  | 2,1  | 2,2  |

Das Fleisch des Kabeljau besteht größtenteils aus Proteinen und besitzt nur einen sehr kleinen Fettanteil. Der Energiegehalt von rund 343 kJ je 100 Gramm ist im Vergleich zu anderen Fischarten sehr gering. Kabeljau ist reich an B-Vitaminen und enthält vor allem die Vitamine B3, B6 und B12.
| 100 g Kabeljau (roh) enthalten durchschnittlich: |        |        |        |            |            |            |            |             |           |           |
| Energie                                          | Wasser | Fett   | Eiweiß | Vitamin B1 | Vitamin B2 | Vitamin B3 | Vitamin B6 | Vitamin B12 | Vitamin D | Vitamin E |
| 343 kJ (82 kcal)                                 | 81,2 g | 0,67 g | 17,8 g | 76 µg      | 65 µg      | 2,06 mg    | 245 µg     | 0,91 µg     | 0,9 µg    | 640 µg    |

### Fangmethode

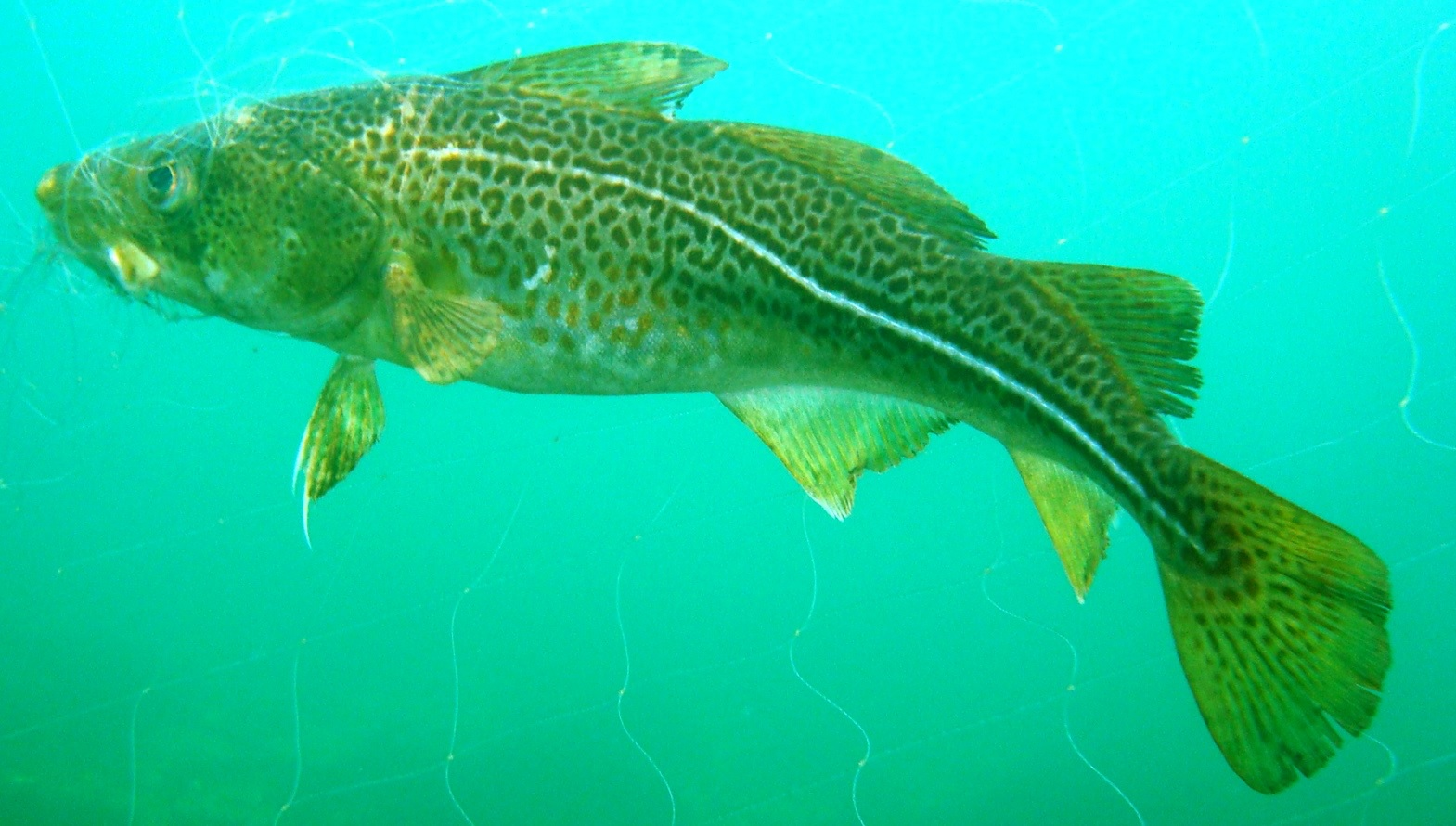
Ein Ostsee-Dorsch (Gadus morhua) im Stellnetz (Kieler Bucht / Ostsee)

Kabeljau wird auf ebenem Meeresgrund mit Grundschleppnetzen oder Snurrewaden (Dänemark) gefangen. Letzteres ist ein ringförmiges Netz, das vom Kutter über den Grund hin zu einer Verankerung eingezogen wird. Weiterhin werden Schwimmschleppnetze, Stellnetze, stationäre Kiemennetze (vor allem bei Neufundland), Langleinen und Ringwaden benutzt.
Besonders schonend nur mit Handangeln und Langleinen wird hingegen der norwegische Skrei gefangen. Da die Fangzeit auf die Monate Januar bis April begrenzt ist, wird er auch Winterkabeljau genannt. Durch die schonenden Fangmethoden ist sein Bestand nicht gefährdet.

### Fanggebiete
Der meiste Kabeljau wird bei Island, im Europäischen Nordmeer, bei Spitzbergen, der Bäreninsel und in der Barentssee gefangen. Hauptfängernationen sind Island, Norwegen und Russland.

### Bestände und Gefährdung
Durch eine falsche Fischereipolitik sind die ehemals riesigen Kabeljaubestände bei Neufundland und Westgrönland nicht mehr nutzbar:
- Kanada hatte vor 1992 trotz entsprechender Warnungen der Wissenschaft die Bestände nicht geschützt, so dass diese kollabierten, wodurch 40.000 Arbeitsplätze in Neufundland verloren gingen und seit 1992 ein Fangverbot gilt.

- Die EU hatte 2006 vor Westgrönland die Bestände nicht für ein weiteres Jahr geschützt, um diesen das Ablaichen zu ermöglichen. Das hatte ähnliche Folgen wie die falsche Fischereipolitik in Kanada und war auch der Hauptgrund, warum Island nicht der EU beitreten wollte.

- Der Bestand an Dorschen in der Ostsee ist durch anhaltende Überfischung deutlich dezimiert. Trotz jahrelangen Fangverbots wurde keine Besserung registriert. Zudem wurde eine Veränderung in der genetischen Struktur der Dorsche gegenüber dem Ausgangsjahr 2000 festgestellt, was die Fische deutlich kleiner werden lässt und ihr Wachstum verlangsamt. Seine Schlüsselrolle als Beutegreifer im Nahrungsnetz der Ostsee kann der Dorsch nicht mehr in genügendem Umfang besetzen, was das marine Ökosystem der zentralen Ostsee auch in Zusammenhang mit den verminderten Beständen an Sprotten und Heringen deutlich beeinträchtigt. Eine Trendumkehr könnte laut den Modellrechnungen des GEOMAR  Helmholtz-Zentrums für Ozeanforschung Kiel höchstens langfristig realisiert werden.[18]

Die International Union for Conservation of Nature and Natural Resources (IUCN) stuft den Kabeljau in ihrer Roten Liste gefährdeter Arten wegen Überfischung als gefährdet (vulnerable) ein. Der Klimawandel wird zu einer starken Erwärmung von Binnenmeeren führen. Daraus folgert der Kieler Meeresökologe Thorsten Reusch: „Vor allem dem Dorsch wird es eindeutig zu warm in der Ostsee. Wir gehen davon aus, dass er bei uns in 50 bis 80 Jahren ausgestorben sein könnte.“

### Verarbeitung und Zubereitung
Kabeljaufleisch wird frisch, gefroren, gesalzen oder getrocknet (als Stockfisch) verkauft. Aus seiner Leber wird Lebertran hergestellt oder sie wird in Gläsern oder Dosen konserviert (Dorschleber). Auch die Eier werden frisch, geräuchert oder in Konserven vermarktet. Kabeljau ist ein traditioneller Bestandteil von Fish and Chips, dem inoffiziellen Nationalgericht des Vereinigten Königreiches, und wird auch für Fischstäbchen verwendet. Frisch in Fässern eingesalzen war Kabeljau lange Zeit als Laberdan verbreitet. Vor allem in Portugal und Brasilien wird er als Stockfisch unter dem Namen Bacalhau verkauft. In Spanien sind „cortezas de bacalao“, in Sonnenblumenöl frittierte und leicht gesalzene Streifen von Kabeljauhaut, als Snack beliebt.

Beispiele für die Nutzung als Speisefisch
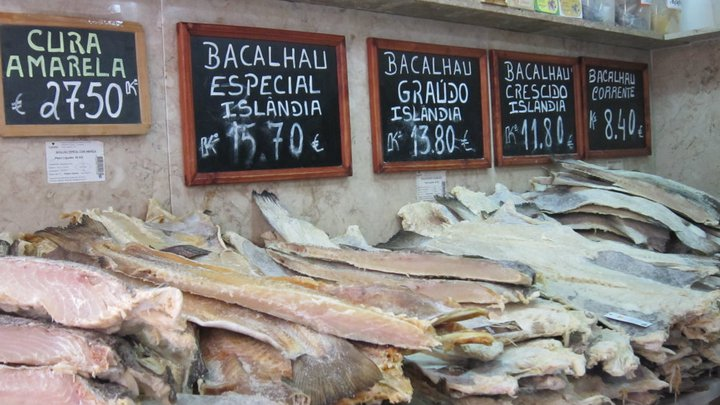
Bacalhau (Stockfisch aus Kabeljau), hier in einer Verkaufsauslage in Lissabon
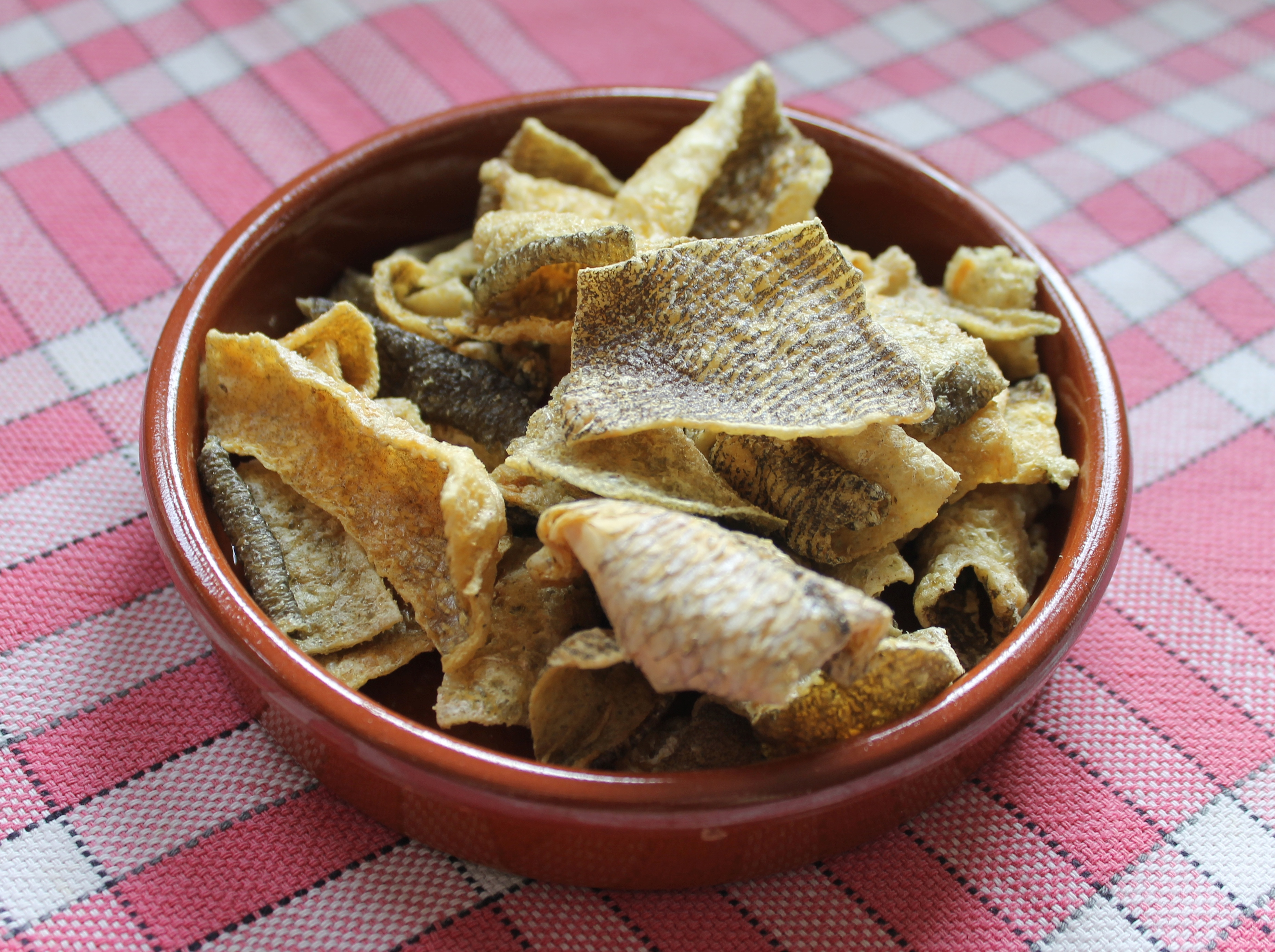
Cortezas de bacalao (frittierte Kabeljauhaut)
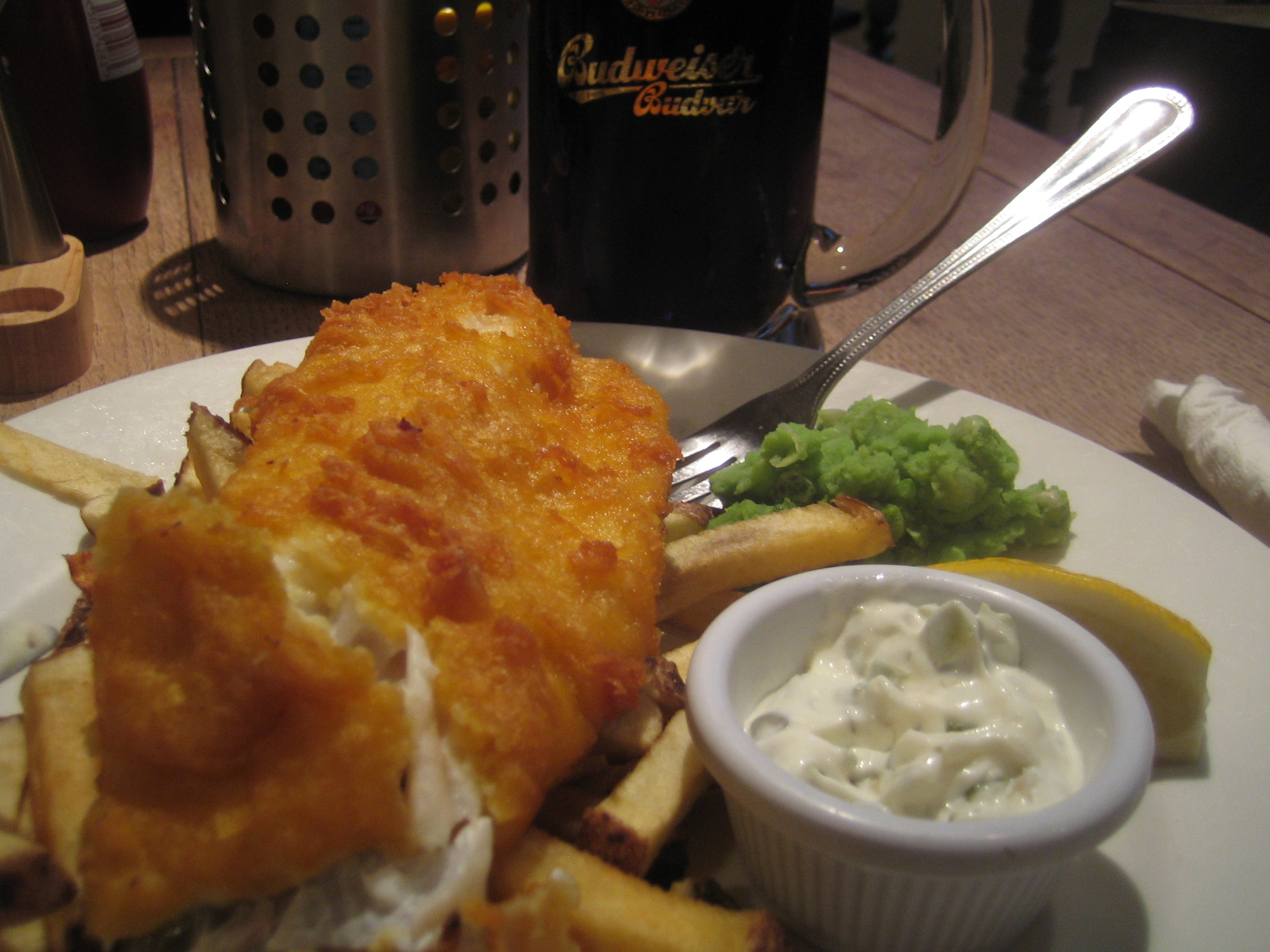
Fish and Chips, hier mit Kabeljaufilet in Bierteig
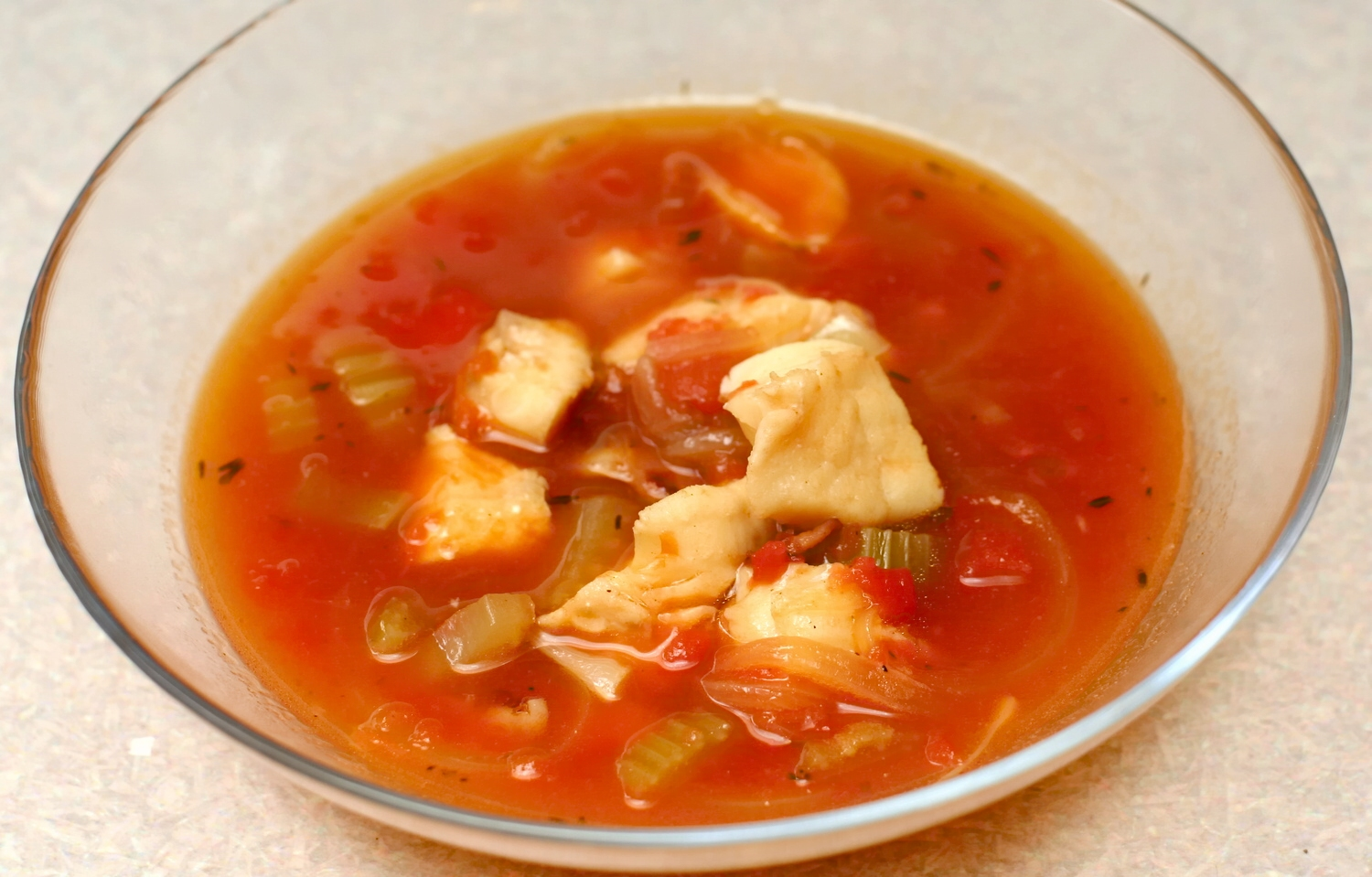
Fischsuppe mit Kabeljau

### Hauptfangzeiten
Die Hauptfangzeiten von Kabeljau für den Frischmarkt in Mitteleuropa sind Januar bis Mitte Mai. In diesen Monaten sind die Fische optimal genährt und haben deshalb einen besonders guten Geschmack.

## Trivia
Jährlich werden im März im norwegischen Svolvær die Weltmeisterschaften im Kabeljauangeln ausgetragen. Im Jahre 2012 angelte der Sieger einen Fisch mit 18,3 Kilogramm.